# 3304 Pearce
A 3304 Pearce (ideiglenes jelöléssel 1981 EQ21) a Naprendszer kisbolygóövében található aszteroida. Schelte J. Bus fedezte fel 1981. március 2-án.